# António Eduardo Paiva
António Eduardo de Sousa Paiva (Beja, 11 de Abril de 1950 - Beja, 24 de Novembro de 2015), foi um político português.

## Biografia

### Nascimento
António Paiva nasceu na antiga freguesia de Santa Maria da Feira, no concelho de Beja, em 11 de Abril de 1950.

### Carreira política
António Eduardo de Sousa Paiva foi um militante do Partido Socialista, tendo-se destacado como dirigente da Federação do Baixo Alentejo daquele partido, onde ocupou vários cargos, incluindo presidente da federação e da comissão política, e membro do secretariado.
Fez por diversas vezes parte do executivo da Câmara Municipal de Alvito. Em 2001 tornou-se presidente da autarquia, sucedendo a Lopes Guerreiro, ocupando o cargo até às eleições de 2005, quando foi substituído por João Paulo Trindade.
Também exerceu como presidente na Associação de Municípios do Baixo Alentejo e Alentejo Litoral entre 2002 e 2003.

### Falecimento
António Eduardo de Sousa Paiva faleceu na madrugada de 24 de Novembro de 2015, estando nessa altura a residir num lar de terceira idade em Beja. Tinha 65 anos de idade, tendo morrido de doença prolongada. O funeral teve lugar no dia seguinte, e o corpo foi cremado em Ferreira do Alentejo.

## Homenagens
Na altura do seu falecimento, António Paiva foi homenageado pelo presidente da Federação do Baixo Alentejo do Partido Socialista, que destacou a sua conduta como presidente da autarquia de Alvito.